# Трикутник (фільм, 2009)
«Трикутник» (англ. Triangle ) — третій повнометражний кінофільм Крістофера Сміта, містичний трилер виробництва Великої Британії та Австралії. Головна героїня фільму (її роль виконує Мелісса Джордж) виявляється разом з друзями на покинутому лайнері, де дізнається від незнайомки, про те, що їй потрібно вбити своїх друзів, щоб повернутися до сина.
Світова прем'єра фільму відбулася 27 серпня 2009 року.

## Сюжет
Джесс, молода мати-одиначка, сідає на яхту під назвою «Трикутник», щоб провести день в компанії свого друга Грега і його чотирьох друзів. Грег каже іншим, щоб не приставали до Джесс — у неї дитина аутист. Через кілька годин після виходу в море яхта несподівано виявляється в повному штилі, а потім зазнає аварії під час розпочатої бурі. Всі, крім Хізер, яка тоне під час шторму, залишаються в живих. Дрейфуючи на перевернутій яхті, Грег і компанія бачать величезний пасажирський лайнер, на який вони переходять. Судно виявляється порожнім, годинник на борту зупинився. Але вони не одні на цьому кораблі — за ними хтось невпинно стежить … Джесс до того ж знаходить на кораблі зв'язку своїх ключів, які повинні були залишитися на яхті та потонути під час шторму.
Розділившись, друзі по черзі гинуть — їх вбиває з рушниці чоловік в масці й робочій формі. У живих залишається тільки Джесс, якій вдається побороти вбивцю. Перед стрибком за борт вбивця жіночим голосом говорить Джесс, що скоро убиті повернуться, і вона повинна буде знову вбити їх усіх, щоб повернутися додому. Людина в робі падає за борт. Джесс бачить, що лайнер наближається до перевернутої яхти, на якій були вона та її друзі. Вони знову заходять на борт, в тому числі друга «копія» Джесс. Потай слідуючи за компанією, Джесс розуміє, що потрапила в часову петлю. Спочатку вона намагається врятувати всіх і не вбивати своїх друзів. Однак після кількох спроб їй це не вдається, до того ж вона виявляє, що проживала потрапляння на лайнер вже десятки разів.
Нарешті, Джесс вирішує вбити всю групу, і розправляється з друзями, надівши робу і маску. Однак копія Джесс з нової групи скидає її в море, як це зробила сама Джесс в першу появу на лайнері. Джесс прокидається на пляжі, куди її винесло з моря, і добирається до міста. Зазирнувши у вікно свого будинку, вона бачить себе і свого сина Томмі перед поїздкою на яхті, тобто вона потрапляє в минуле. Джесс бачить, що її копія кричить і дратується на хворого сина. Вона вбиває свою копію, кладе труп в багажник машини і їде з сином в порт, обіцяючи йому ніколи більше не ображати його. По дорозі вони потрапляють в аварію, в якій її син гине і убита їй Джесс випадає з багажника.
Побачивши, що її син загинув, вона відразу ж, не повертаючись до будинку, йде в порт до друзів. Грег каже іншим, щоб Джесс не діставали, оскільки її син хворий на аутизм.

## В ролях
- Мелісса Джордж — Джесс
- МакІвор Джошуа — Томмі
- Джек Тейлор — Джек
- Майкл Дорман — Грег
- Генрі Ніксон — Доуні
- Рейчел Карпанов — Саллі
- Емма Лунг — Хізер
- Ліам Хемсворт — Віктор

## Відгуки
Фільм отримав позитивні відгуки кінокритиків. На сайті Rotten Tomatoes на основі 38 рецензій фільм має рейтинг 82 %.